# Izomorfni graf
Izomorfni graf, svojstvo grafova u teoriji grafova. Dva grafa G i H su izomorfni ako:
- postoje bijekcije

{\displaystyle \exists } {\displaystyle \theta :V(G)\rightarrow V(H)} i {\displaystyle \phi :E(G)\rightarrow E(H)}
tako da je vrh v incidentan s bridom {\displaystyle e} u {\displaystyle G}
- {\displaystyle \iff } {\displaystyle \theta (v)} je incidentan s {\displaystyle \phi (e)} u {\displaystyle H}.

Uređeni par {\displaystyle f=(\theta ,\phi ):G\rightarrow H} se tada zove izomorfnost iz {\displaystyle G} u {\displaystyle H}.
Dakle, ako postoji bijektivna korespondencija između njih, takva da broj bridova koji spajaju bilo koja dva izabrana vrha iz prvog grafa jednaka broju bridova koji spajaju korespondentna dva vrha u drugom grafu. Dva su grafa izomorfna i ako možemo preimenovati vrhove jednog u vrhove onog drugog, uzevši u obzir da će vrhovima grafa ponekad biti dodijeljena imena (oznake, labele). Nuždan uvjet izomorfnosti je
{\displaystyle |V(G)|=|V(H)|,|E(G)|=|E(H)}
V(G), V (H) su skupovi vhrhova. E(G), E(H) su skupovi bridova.
Izomorfnost čuva incidenciju i susjednost. Otkrivanje postojanja izomorfnosti između dvaju grafova spada u zanimljive i jedne od težih problema teorije grafova.